# Zvonimir Buntić
Zvonimir Buntić - Đonta (1948.), hrv. bh. košarkaš, košarkaški trener. Igrao od 1964. godine za prvu generaciju Lokomotivu iz Mostara. Nakon završetka igračke i trenerske karijere, ime mu je upisano zlatnim slovima u povijesne anale mostarske košarke te športa u Mostaru u cjelini.